# Stefan Zweig
Stefan Zweig (n. 28 noiembrie 1881, Viena, Austro-Ungaria – d. 22 februarie 1942, Petrópolis, Rio de Janeiro, Brazilia) a fost un scriitor, jurnalist și biograf austriac. În prezent este – alături de Hermann Hesse – unul dintre cei mai citiți autori de limbă germană. Stefan Zweig și-a petrecut ultimii ani de viață în exil, fiind un opozant fățiș al dictaturii naziste. Imediat ce Adolf Hitler ajunge la conducere, Zweig va călători mult, locuind temporar la New York, Londra sau Bath. 

## Viața

### Copilăria
Stefan Zweig s-a născut în familia unui antreprenor evreu, Moritz Zweig (1845–1926), căsătorit cu Ida Brettauer (1854–1938), care provenea dintr-o familie prosperă evreiască. Stefan Zweig a crescut împreună cu fratele său Albert într-o clădire impozantă pe strada Schottenring din Viena. Familia Zweig nu era religioasă și Stefan Zweig avea mai târziu să scrie că era evreu din întâmplare (Juden aus Zufall). 

### Studiile și debutul literar
În 1899 și-a luat bacalaureatul la Gymnasium Wasagasse. S-a înscris în continuare la Universitatea din Viena la filosofie, unde a evitat pe cât posibil frecventarea cursurilor, preferând să scrie în foiletonul publicației Neue Freie Presse, unde era redactor Theodor Herzl. După ce debutase cu poezii deja din 1897 în diverse reviste, în 1901 i-a apărut cartea de poezii „Silberne Seiten” și în 1904 prima nuvelă, „Die Liebe der Erika Ewald”. În același an din urmă, a dobândit și titlul de doctor cu o dizertație despre filosofia lui Hippolyte Taine, sub coordonarea profesorului Friedrich Jodl. Pe lângă propriile scrieri, Zweig a publicat traduceri din Verlaine, Baudelaire și în special Émile Verhaeren, lucrând simultan ca jurnalist. 
Zweig a dus un stil de viață de mare burghez, călătorind mult, printre altele vizitând în 1910 India și în 1912 America. Aceste călătorii i-au prilejuit contacte cu mulți scriitori și artiști, cu care a purtat lungi corespondențe. Era un pasionat colecționar de autografe.

### Primul Război Mondial
La începutul Primului Război Mondial, Zweig nu a fost concentrat, întrucât a fost declarat inapt fizic. Dorind să se angajeze într-un fel, fără a incita la ură, a fost angajat grație unui prieten în Arhiva militară austriaca (Kriegsarchiv). Pe parcursul războiului i se întăresc convingerile pacifiste, sub influența unor prietenii precum aceea cu Romain Rolland, mutându-se la Zürich, în Elveția neutră, unde a fost corespondent pentru Neue Freie Presse și a scris articole neafiliate vreunui partid pentru ziarul budapestan de limbă germană Pester Lloyd.

### Perioada interbelică
Zweig s-a mutat la Salzburg unde s-a căsătorit cu prima sa soție, Friderike von Winternitz, în ianuarie 1920, de care divorțează in 1938, iar în 1939 se căsătorește cu Lotte Altmann. Ca intelectual angajat s-a manifestat vehement împotriva naționalismului și a revanșismului. Publică ,,Orele astrale ale omenirii” în 1927, care este până în prezent una dintre cele mai favorabil primite cărți ale sale. În 1928 călătorește în Uniunea Sovietică, unde la inițiativa lui Maxim Gorki, cu care coresponda, îi fuseseră traduse mai multe cărți. În 1933 scrie libretul pentru opera ,,Die schweigsame Frau” a lui Richard Strauss.

### Moartea
În noaptea dintre 22 și 23 februarie 1942 și-a luat viața la Petropolis, cu o supradoză de veronal (somnifer pe bază de barbital care în cantitate mare oprește metabolismul). Certificatul de deces stabilește drept timp al morții 23 februarie 1942, ora 12:30 și drept cauză a morții ingerarea de otravă – suicid. Soția sa Lotte s-a sinucis odată cu el: angajați ai casei i-au găsit pe cei doi în jurul orei 16:00 în pat: el era întins pe spate cu mâinile strânse și soția sa era lipită lateral de el. Despre hotărârea de a-și lua viața, Stefan Zweig a scris în scrisoarea sa de adio că fusese luată din liberă voință și cu simțurile clare (aus freiem Willen und mit klaren Sinnen); ea nu a fost întâmpinată de toți cu înțelegere, mai ales pentru că existența sa materială era asigurată, altfel decât în cazul altor scriitori exilați. Distrugerea patriei sale spirituale Europa (geistigen Heimat Europa) și lipsa de perspective decursă din aceasta i-au cauzat însă o depresie pe care nu a putut-o depăși.

## Stilul literar

### Caracteristici generale
Din opera literară a lui Stefan Zweig, mai ales proza și biografiile romanțate (,,Joseph Fouché’’, ,,Marie Antoinette”) își găsesc și astăzi cititori. Per ansamblu, creația sa este caracterizată de un număr mare de nuvele (,,Jucătorul de șah”, ,,Der Amokläufer” etc.) și povestiri istorice. Așa se face că personalități istorice precum Lev Tolstoi, Feodor Dostoievski, Napoléon Bonaparte, Georg Friedrich Händel, Joseph Fouché și Marie Antoinette își găsesc loc într-o viziune puternic subiectivizată asupra istoriei. 
Dacă este să fie redusă la patru caracteristici dominante, opera lui Zweig ar fi caracterizată de conceptele tragic, dramă, melancolie și resemnare. Mai toate scrierile lui Zweig se termină într-o resemnare tragică, protagonistul fiind oprit de circumstanțe externe sau interne să își atingă fericirea, atunci când aceasta pare aproape a fi atinsă. Această caracteristică se manifestă cel mai puternic în romanul ,,Ungeduld des Herzens”, singurul terminat. 
În nuvela exemplară Der Amokläufer, o tipologie a pasiunii, inspirată de mari modele precum Honoré de Balzac și totuși în tradiția narativă a Școlii vieneze (Wiener Schule), înainte de toate Arthur Schnitzler, personajele principale sunt supuse unei constrângeri demonice, care îi rupe din ordinea tradițională a vieții. Devine evidentă influența lui Sigmund Freud. Această nuvelă, precum și toate celelalte nuvele ale lui Stefan Zweig, denotă influența teoriei lui Goethe asupra diferenței dintre o povestire normală și o nuvelă, nuvela trebuind să relateze o întâmplare până atunci nemaiîntâlnită (ereignete unerhörte Begebenheit).

### Relația dintre literatură și politică
În nuvela Jucătorul de șah, probabil cea mai cunoscută scriere a lui Zweig, și ultima scriere a lui înainte de a se sinucide, lupta se dă între umanitatea burgheză împotriva brutalității unei lumi înstrăinate. Un maestru mondial de șah, cu o gândire rece și calculată de robot, motivat exclusiv de o lăcomie ordinară, joacă împotriva unui om care fusese supus unui arest în izolare totală de către naziști. Aici este înfățișată, pe de o parte, confruntarea omului și umanității sale cu un sistem inuman (nazismul) și – pe de altă parte – suferința unei captiv privat de posibilitatea de a lua contact cu lumea exterioară. 
În ciuda acestei pledoarii pentru Umanism, Stefan Zweig și-a subsumat creația și viața unui pacifism care mergea atât de departe, încât nega scriitorului orice rol politic. Astfel, pe fundalul celui de-al Doilea Război Mondial, Zweig s-a distanțat de poziția altor exilați precum Heinrich Mann sau Ernst Weiss, precum și a organizației literare PEN-Club. 
În 1952, cu ocazia comemorării a zece ani de la moartea lui Zweig, Thomas Mann a scris despre pacifismul acestuia: „Erau timpuri când pacifismul său necondiționat mă chinuia. Părea dispus a accepta domnia răului, dacă prin aceasta s-ar fi evitat războiul, pe care îl ura dincolo de orice. Dilema este de nerezolvat. Dar de când am aflat, cum nici un război bun nu scoate la iveală decât rele, gândesc diferit despre atitudinea lui de atunci, sau cel puțin, încerc să gândesc altfel.” 
Însă pe cât de tare ținea la o separație a spiritului și a politicii, tot pe atât de tare Stefan Zweig își dorea o Europă unită, în tradiția unor gânditori precum Henri Barbusse, Romain Rolland și Émile Verhaeren.

## Opere (selecție)
| Anul publicării | Titlul german                                             | Titlul traducerii române (sau traducerea ad hoc)    | Specia literară       |
| --------------- | --------------------------------------------------------- | --------------------------------------------------- | --------------------- |
| 1901            | Silberne Saiten. Gedichte.                                | Pagini argintii. Poezii                             | Poezie                |
| 1904            | Die Philosophie des Hippolyte Taine                       | Filosofia lui Hippolyte Taine                       | Dizertația filosofică |
| 1910            | Emile Verhaeren                                           | Emile Verhaeren                                     | Monografie            |
| 1911            | Erstes Erlebnis. Vier Geschichten aus Kinderland          | Prima experiență. Patru povești din țara copilăriei | Nuvele                |
| 1921            | Romain Rolland. Der Mann und das Werk.                    | Romain Rolland. Omul și opera                       | Monografie            |
| 1922            | Brief einer Unbekannten                                   | Scrisoarea unei necunoscute                         | Nuvelă epistolară     |
| 1932            | Marie Antoinette. Bildnis eines mittleren Charakters      | Marie Antoinette. Portretul unui caracter mediocru  |                       |
| 1934            | Triumph und Tragik des Erasmus von Rotterdam              | Triumful și tragedia lui Erasmus din Rotterdam      |                       |
| 1935            | Maria Stuart                                              | Maria Stuart                                        | biografie romanțată   |
| 1936            | Castellio gegen Calvin oder Ein Gewissen gegen die Gewalt | Lupta în jurul unui rug                             | Monografie, Eseu      |
| 1938            | Magellan. Der Mann und seine Tat                          | Magellan. Omul și fapta sa                          | Monografie            |
| 1939            | Ungeduld des Herzens. Roman                               | Suflete zbuciumate                                  | Roman                 |
| 1941            | Brasilien. Ein Land der Zukunft                           | Brazilia. O țară a viitorului                       |                       |
| 1942            | Schachnovelle                                             | Jucătorul de șah                                    | Nuvelă                |

## Traduceri în limba română
1. Stefan Zweig, Magellan, ediția a II-a, Editura Tineretului, Colecția oameni de seamă, 1959
2. Zweig, Stefan. Secret arzător. București: Editura pentru Literatură Universală, 1968. p. 159 - 196: Scrisoarea unei necunoscute.
3. Stefan Zweig, Scrisoarea unei necunoscute, Editura „Adevărul” S. A., 1929; Biblioteca „Dimineața”, trad. Sarina Cassvan-Pas, 63 pagini.
4. Romanul „Ungeduld des Herzens” a apărut tradus în limba română sub titlurile „Neliniștea inimii”, „Inimi neliniștite”, „Inimi zbuciumate” și „Nerăbdarea inimii”. (acesta din urmă este singura traducere „ad litteram”).

- Stefan Zweig, Inimi neliniștite, 310 pagini, traducere de Liviu M. Teodoru, prefață Eugen Relgis editura librăriei Socec & comp., 1945
- Stefan Zweig, Suflete zbuciumate, Horia C. Matei., Editura pentru Literatură Universală, 1968
- Stefan Zweig, Suflete zbuciumate, 366 pagini, Editura Eminescu, 1972
- Stefan Zweig, Suflete zbuciumate, 398 pagini, Traducător Matei H., Editura MARC, 1992, ISBN-10: 9731034110; ISBN-13: 978-9731034119, ISBN 973-9044-16-6
- Stefan Zweig, Inimi neliniștite, 260 pagini, Editura, Crisadi, 1992, ISBN 973-9042-05-8.
- Stefan Zweig, Inimi neliniștite, 240 pagini, Editura Crisadi, 1993
- Stefan Zweig, Suflete zbuciumate, 400 pagini, Editura RAO, 2006, ISBN 978-973-103-411-9
- Stefan Zweig, Inimi zbuciumate, 395 pagini, Editura LIDER,  2013
- Stefan Zweig, Nerăbdarea inimii, 452 pagini, Editura POLIROM, 2017, ISBN 978-973-46-6566-2